# Saint-Aubin-sur-Quillebeuf
Saint-Aubin-sur-Quillebeuf ist eine französische Gemeinde mit 757 Einwohnern (Stand: 1. Januar 2022) im Département Eure in der Region Normandie (vor 2016 Haute-Normandie). Sie gehört zum Arrondissement Bernay und zum Kanton Bourg-Achard. Die Einwohner werden Saint-Aubinois genannt.

## Geographie
Saint-Aubin-sur-Quillebeuf liegt etwa 35 Kilometer ostsüdöstlich von Le Havre. Die hier schon von den Gezeiten des Ärmelkanals beeinflusste Seine begrenzt die Gemeinde im Nordosten. Umgeben wird Saint-Aubin-sur-Quillebeuf von den Nachbargemeinden Quillebeuf-sur-Seine im Nordwesten und Norden, Port-Jérôme-sur-Seine im Nordosten, Petiville im Osten, Trouville-la-Haule im Südosten, Sainte-Opportune-la-Mare im Süden sowie Marais-Vernier im Westen. Am gegenüberliegenden Seineufer befindet sich die Erdölraffinerie von Port-Jerôme-sur-Seine. Durch das Gemeindegebiet von Saint-Aubin-sur-Quillebeuf führt die Autoroute A131.

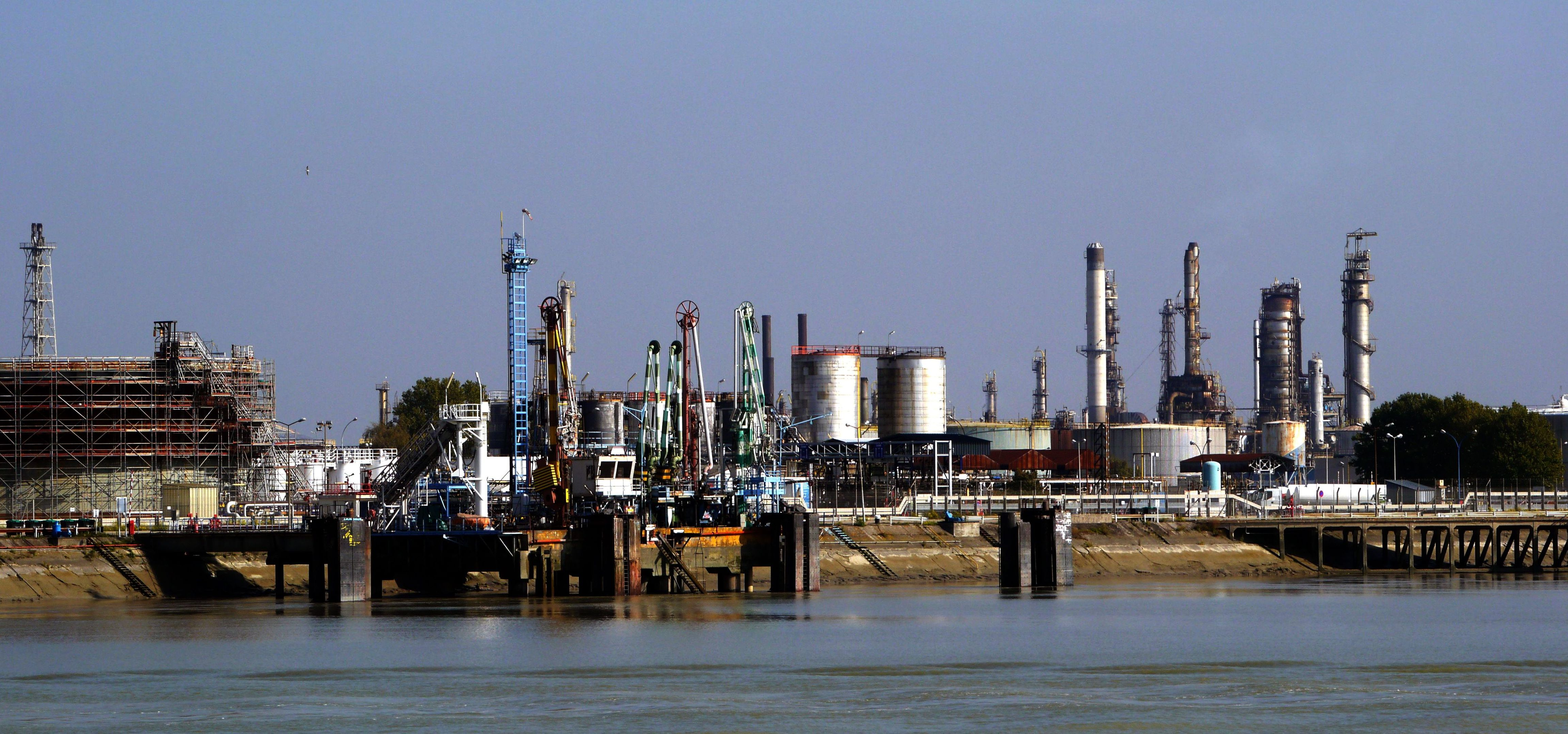
Blick von Saint-Aubin-sur-Quillebeuf auf die Erdölraffinerie in Port-Jerôme-sur-Seine

## Bevölkerungsentwicklung
| Jahr                       | 1962 | 1968 | 1975 | 1982 | 1990 | 1999 | 2008 | 2020 |
| Einwohner                  | 318  | 333  | 375  | 384  | 424  | 431  | 588  | 758  |
| Quellen: Cassini und INSEE |      |      |      |      |      |      |      |      |

## Sehenswürdigkeiten
- Kirche Saint-Aubin

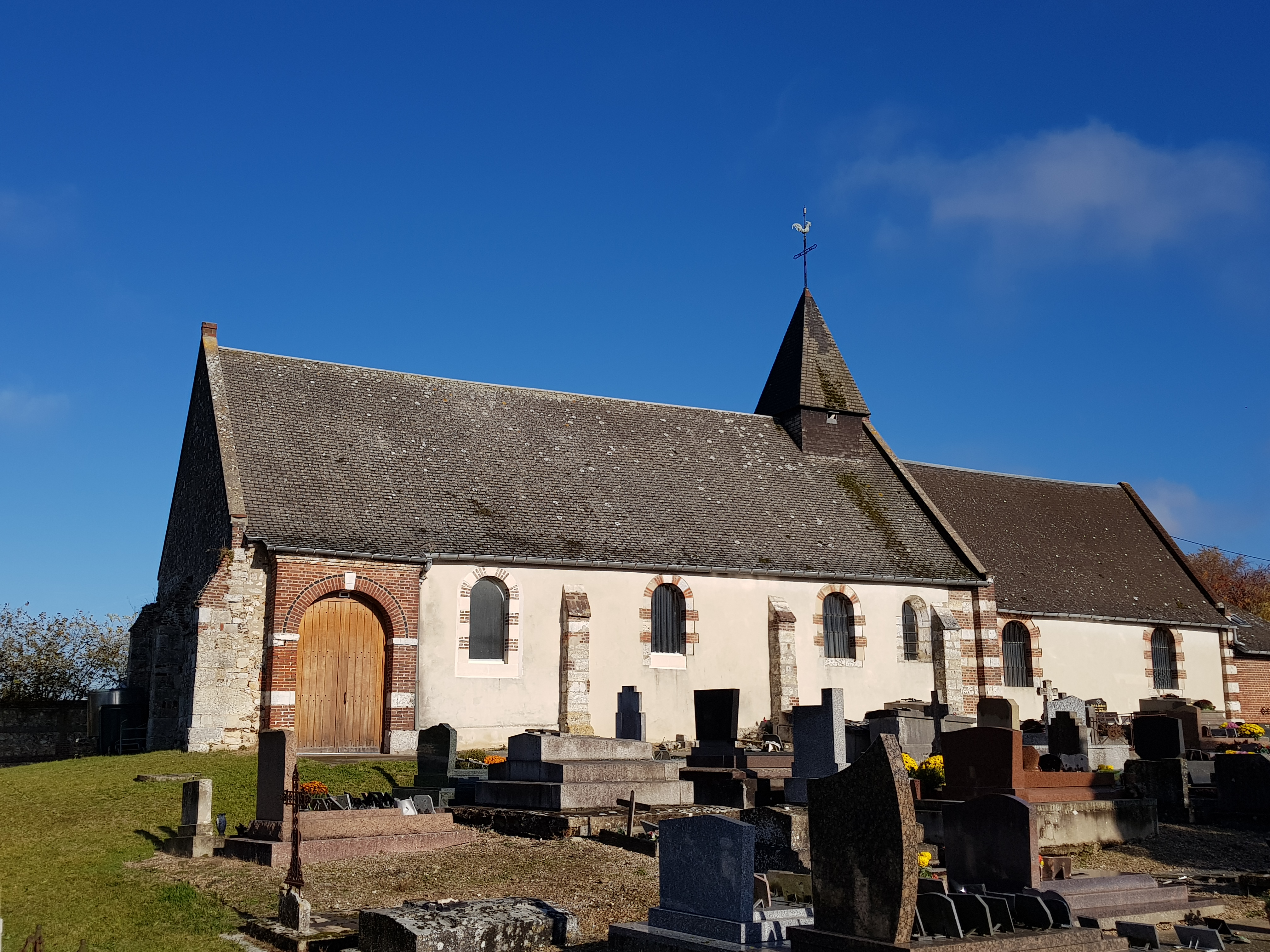
Kirche Saint-Aubin

- Leuchtturm (der am weitesten stromaufwärts an der Seine gelegene)